# Державний лад Північної Кореї
Чинна Конституція КНДР прийнята 27 грудня 1972 року, до якої були внесені зміни 9 квітня 1992 року, 5 вересня 1998 року і 27 вересня 2009 року. Стаття 1 Конституції визначає КНДР як суверенну соціалістичну державу, що представляє інтереси всього корейського народу. Згідно з Конституцією КНДР, влада в країні належить робітникам, селянам, трудовій інтелігенції, всьому трудовому народу. У державному устрої Північної Кореї, Кабінет міністрів є адміністративним і виконавчим органом. Уряд Північної Кореї складається з трьох гілок: адміністративної, законодавчої та судової. Проте, вони не є незалежними одна від одної.

## Верховне народне зібрання (парламент)
Верховне народне зібрання складається з 687 депутатів, що обираються на основі загального, рівного і прямого виборчого права шляхом таємного голосування на 5 років (вибори безальтернативні, офіційно оголошується, що урядових кандидатів підтримало 100,0% виборців).
Виборче право з 17 років.
Вибори у Верховне народне зібрання XII скликання пройшли 8 березня 2009 року. Вибори в Верховне народне зібрання XIII скликання пройшли 9 березня 2014 року.

## Президія Верховних Народних Зборів
Колективний голова держави і постійно діючий орган - Президія Верховних Народних Зборів КНДР. У період між пленарними засіданнями, його функції виконує «засідання президії» в яких беруть участь голова Президії Верховних Народних Зборів, його заступники та секретар (на відміну від «пленарних засідань» в яких беруть участь голова, заступники голови, секретар та члени). Президія Верховного Народних Зборів була проголошена Конституцією 1948 року, пізніше скасована Конституцією 1972 року. Потім її функції були розділені між Постійною Радою Верховних Народних Зборів, що виконувала функції Верховних Народних Зборів між його сесіями, і Центральним Народним Комітетом, що являв собою колективний головний орган держави, разом із індивідуальним головою держави - Президентом , посада якого була введена цієї ж конституцією. Президію було відновлено у 1998 році.

### Верховні Народні Збори
Голова: Чхве Тхе Бок
Заступники Голови: Ан Тонг Чан і Лі Хве Чон (квітень 2014 г.)

### Президія КНДР
Голова: Кім Йон Нам
Віце-президенти: Ян Хьон Соб і Кім Йон Де
Почесний віце-президент: Кім Йон Чжу, і Чхве Йон Рим (з квітня 2013 року)
Генеральний секретар Президії: Хон Сон Ок (з квітня 2013 року)

## Судова гілка влади
Судову систему Північної Кореї очолює Центральний суд Північної Кореї, що складається з головного судді та двох народних ассессорів; в деяких випадках на слухання справ можуть бути присутніми три судді. Термін їх повноважень є тим самим, що і у членів Верховних Народних Зборів. Кожен суд Північної Кореї має той же склад, що і Центральний суд. Судова система теоретично має нести відповідальність перед ВНЗ і Президією ВНЗ, коли представники законодавчого органу не на засіданнях.
Судова система не практикує судового перегляду справ. Сили безпеки країни так часто втручаються в діяльність судової системи, що висновок більшості юридичних справ є вирішеним; Експерти за межами Північної Кореї і численних перебіжчиків підтверджують, що це є широко поширеною проблемою. Дім Свобод заявляє, що «Північна Корея не має незалежної судової системи і не визнає індивідуальні права ... до нас надходять повідомлення про незаконні затримання,«зникнення», і позасудові вбивства, які не є чимось незвичним, тортури, що є широко розповсюдженими та жорстокими".
П'ята і діюча Конституція Північної Кореї була схвалена і прийнята у вересні 1998 року, замінивши раніше прийняту в 1972 році. До колишньої конституції в останній раз були внесені поправки у 1992 році. Відповідно до нової конституції, Північна Корея є соціалістичною державою, що представляє інтереси всього корейського народу. Кримінальні покарання можуть бути суворими; однією з основних функцій системи є захист влади режиму. Через недостатню кількість інформації щодо того, що ж насправді відбувається всередині країни, правдивість інформації про рівність корейського народу перед законом знаходиться під питанням . У будь-якому випадку, Північна Корея відома своїм тяжким становищем в області прав людини і регулярно затримує тисячі дисидентів без суду. За даними Державного департаменту США доповіді про практику в області прав людини, уряд Північної Кореї часто карає сім'ю злочинця разом із злочинцем.

## Державний комітет оборони
Державний комітет оборони є вищим органом військової влади. Після смерті Кім Ір Сена голова ДКО з 1993 р - Кім Чен Ір став фактичним лідером країни. Після смерті Кім Чен Іра з 2011 року лідером країни є Кім Чен Ин.
- Перший голова: Кім Чен Ин
- Віце-замісники:

1. Віце-маршал: Хван Пьон Со
2. Віце-маршал: Лі Йон Му
3. Генерал армії: О Кик Рьоль

- Члени комісії:

1. Генерал армії: Пак Йон Шік
2. Секретар з питань воєнної промисловості: Пак То Чин
3. Генерал армії: Кім Вон Хон
4. Генерал армії: Чхве Пу Іль
5. Генерал армії: Лі Пон Чоль
6. Директор департаменту промисловості ТПК-машинобудування : Чжо Чин Рьон

## Кабінет міністрів
Виконавча влада представлена Кабінетом міністрів. Уряд — кабінет міністрів (Негак), члени якого, за винятком міністра народної армії, призначаються Верховними народними зборами. Створено Конституцією 1948 року, Конституцією 1972 був перейменований у Адміністративну раду, але знову отримав колишню назву в 1998 році.
Прем'єр: Пак Понг Чжу (квітень 2013)
Віце-прем'єри: Ро Ту Чхоль (з квітня 2009), Лі Му Йон (квітень 2014 г.), Кім Йон Джин (квітень 2014 г.), Лі Чхоль Ман (з квітня 2012), Кім Ток Хун (квітень 2014 року)
Міністр закордонних справ: Лі Сон Гвон (з січня 2020 р.)
Міністр фінансів: Чхве Кван Чжін

## Місцеві органи влади
Місцевими органами державної влади є Народні збори, які обираються терміном на 4 роки. Місцевими виконавчо-розпорядчими органами є народні комітети. До 1998 року виконавчо-розпорядчими органами були адміністративні комітети, а народні комітети були постійно-діючими органами народних зборів.

## Політичні партії
Єдиний демократичний вітчизняний фронт (ЄДВФ), створений в 1946 році. Керівна роль в ЄДВФ належить Трудовій партії Кореї. До складу фронту входять три партії:
- Трудова партія Кореї - створена в жовтні 1945 року. Правляча партія КНДР, її керівна роль зафіксована в Конституції. Ідеологією партії є чучхе.
- Соціал-демократична партія Кореї - соціалістична, створена в листопаді 1945 року. Визнає керівну роль ТПК.
- Партія Чхондоге-Чхонудан ( «Партія молодих друзів релігії небесного шляху») - консервативна, створена в 1946 році. Визнає керівну роль ТПК.

## Політична ситуація після смерті Кім Ір Сена
Смерть Кім Ір Сена в 1994 році збіглася з безліччю серйозних проблем в країні, викликаних великими витратами на армію (з огляду на розвиток ракетно-ядерної програми), розпадом соціалістичного табору і розривом традиційних економічних зв'язків.
Незважаючи на необхідність вирішувати ці проблеми, пройшло три роки після смерті батька, перш ніж Кім Чен Ір став офіційним лідером держави - головою Державного комітету оборони (ДКО) (пост президента був скасований, покійний Кім Ір Сен був проголошений «вічним президентом» республіки).
У другій половині 1990-х років в КНДР, на думку А. Ланькова, відбулася «тиха смерть північнокорейського сталінізму» . Припинення допомоги з боку СРСР призвело до великомасштабної економічної кризи, перш за все до постійної нестачі харчування (в середині 1990-х масовий голод забрав життя кількох сотень тисяч жителів КНДР), в зв'язку з чим відбулася легалізація дрібного приватного підприємництва і човникової торгівлі з Китаєм, фактично були скасовані і багато інших обмежень.
У 2000 році Кім Чен Ір, намагаючись вивести країну з міжнародної ізоляції, заявив, що КНДР готова відмовитися від програми створення міжконтинентальних ракет в обмін на допомогу світової спільноти в розвитку північнокорейської космонавтики - але вже через два тижні назвав свою заяву жартом. Очевидно, подібна ініціатива була на перших порах відкинута колективним керівництвом КНДР. Пізніше, однак, найжорстокіша економічна криза змусила північнокорейське керівництво повернутися до своєї пропозиції.
КНДР і США вже почали обговорювати можливість візиту до Пхеньяну американського президента Білла Клінтона, але в листопаді 2000 року в США на виборах переміг Джордж Буш, який оголосив «хрестовий похід» проти північнокорейського комуністичного режиму, і діалог обірвався.
Свого часу ряд ЗМІ регулярно випускали публікації про можливого спадкоємця Кім Чен Іра. Серед можливих кандидатів називали його зятя Чан Сон Тхека, а також синів: Кім Чон Нама, Кім Чон Чхоль і Кім Чен Ина.
Кім Чен Ір помер 17 грудня 2011 року. 24 грудня в центральному друкованому органі ТПК - газеті «Нодон сінмун», Кім Чен Ин вперше був названий Верховним головнокомандувачем Корейської народної армії: «Ми клянемося кривавими сльозами називати Кім Чен Ина нашим верховним головнокомандувачем, нашим лідером». У ніч на 31 грудня Політбюро ЦК Трудової партії Кореї офіційно призначило його верховним головнокомандувачем збройними силами країни. За повідомленням північнокорейської газети «Нодон сінмун», він був затверджений на посаді Голови Центрального комітету Трудової партії Північної Кореї. Відразу після того, як він став керівником КНДР, багато хто почав порівнювати його з Михайлом Горбачовим.
15 квітня 2012 року у час військового параду, присвяченого 100-річчю народження Кім Ір Сена, Кім Чен Ин вперше виступив на публіці.
З ім'ям нового керівника КНДР пов'язано нововведення в політичному лексиконі країни: його політичний курс отримав назву «Пьонджін», що перекладається як «паралельний розвиток». Відновився баланс впливу у владі між партійними і армійськими структурами. Відновлено практику проведення регулярних з'їздів та інших засідань партійних структур, в тому числі і на низовому рівні. Прийняті в останні роки поправки до Статуту партії і Конституцію КНДР наділили Політбюро новими повноваженнями. В цілому ж політика «Пьонджін» пояснюється як політика паралельного економічного зростання та нарощування ядерних арсеналів. Вкладення в ядерну галузь розглядається північнокорейським керівництвом як більш ефективний засіб підтримки обороноздатності країни в порівнянні з переозброєнням армії конвенціональних зброєю.